# Riccardo Quartararo

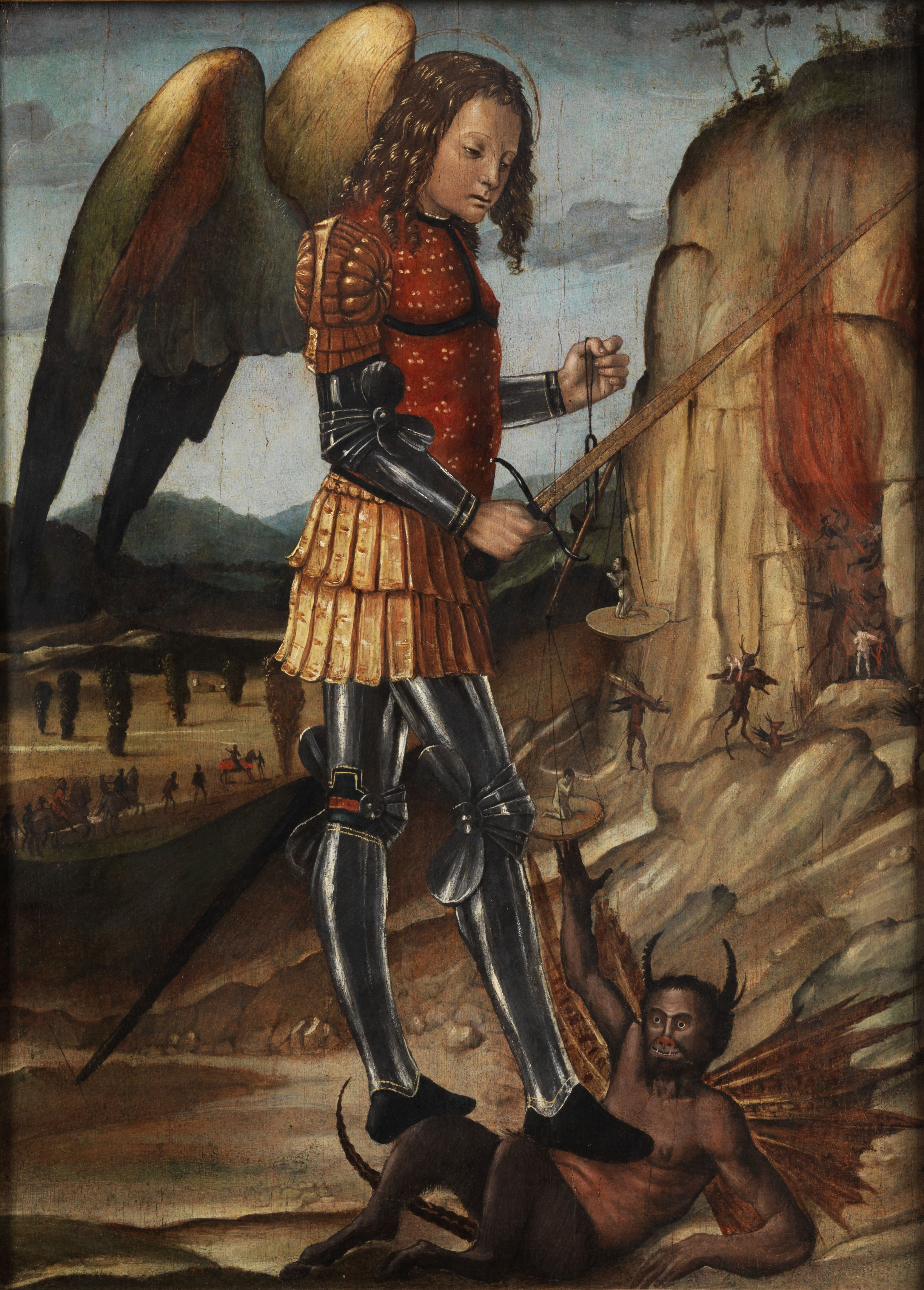
Arcangelo Michele, Collezione privata

Riccardo Quartararo (Sciacca, 1443 – Palermo, 1506) è stato un pittore italiano.

## Biografia
Riccardo Quartararo fu attivo nell'Italia meridionale ed in Sicilia e fu profondamente influenzato da Cristoforo Scacco e da Antoniazzo Romano, il primo incontrato a Napoli in anni particolarmente significativi per il maestro veronese, dove il Quartararo è documentato nel 1491 con l'aiuto Costanzo da Moysis alla produzione di quattro ancone con raffigurazione del Redentore tra i Santi Giovanni Evangelista e Battista per la chiesa di San Giovanni a mare. Dal 1494 è presente a Palermo.
I riferimenti lombardi, tratti dallo Scacco, si innestano sulla componente nordica della sua formazione, da leggere in parallelo alla presenza di personalità spagnole e fiamminghe in quegli stessi attive in Sicilia ed in ambito napoletano, cui non deve essere estranea la relazione con le opere di Rodrigo de Osona il Vecchio, dato che il mestre Riquart documentato a Valencia nel 1471 per operare al servizio del cardinale Borgia con Paolo da San Leocadio e Francesco Pagano.
Tratti evidenti dell'influsso iberico sono riconoscibili nel gusto prezioso ed analitico per il dettaglio e nella qualità cristallina e luminosa della pittura. Tra le sue opere più significative va citato il trittico con la Madonna in trono con il Bambino con i Santi Antonio abate ed Agata, eseguita per la chiesa di Castelbuono e la Incoronazione della Vergine, ora in Palazzo Abatellis a Palermo, che rappresenta un interessante esempio della pittura meridionale in cui prevalgono elementi nordici e spagnoli. Altra opera degna di menzione è il trittico con Madonna e Bambino tra Santi, commissionatogli da Onorato Caetani, ora al Museo diocesano di Fondi.

## Opere
- 1494, Santi Pietro e Paolo, olio su tavola, opera custodita nella Galleria regionale di Palazzo Abatellis di Palermo.